# Нойхоф-ан-дер-Ценн
Нойхоф-ан-дер-Ценн (нем. Neuhof an der Zenn) — ярмарочная община в Германии, в земле Бавария.
Подчиняется административному округу Средняя Франкония. Входит в состав района Нойштадт-ан-дер-Айш-Бад-Виндсхайм. Подчиняется управлению Нойхоф-ан-дер-Ценн. Население составляет 2073 человека (на 31 декабря 2010 года). Занимает площадь 30,94 км². Официальный код — 09 5 75 152.
Община подразделяется на 14 административных единиц.

## Население
По оценке на 31 декабря 2015 года население общины Нойхоф-ан-дер-Ценн составляет 2082 чел. 

| Дата      | 1840 | 1871 | 1900 | 1925 | 1939 | 1950 | 1961 | 1970 | 1987 | 2011 |
| --------- | ---- | ---- | ---- | ---- | ---- | ---- | ---- | ---- | ---- | ---- |
| Население | 1855 | 1640 | 1484 | 1539 | 1427 | 1841 | 1596 | 1706 | 1756 | 2091 |

| Год       | 1960 | 1970 | 1980 | 1990 | 2000 | 2009 | 2010 | 2011 | 2012 | 2013 | 2014 | 2015 |
| --------- | ---- | ---- | ---- | ---- | ---- | ---- | ---- | ---- | ---- | ---- | ---- | ---- |
| Население | 1590 | 1735 | 1621 | 1846 | 2036 | 2066 | 2073 | 2065 | 2054 | 2073 | 2071 | 2082 |